# Pedemun One One
Pedemun One One is een bestuurslaag in het regentschap Aceh Tengah van de provincie Atjeh, Indonesië. Pedemun One One telt 306 inwoners (volkstelling 2010).